# Felix Hartlaub
Felix Hartlaub (* 17. Juni 1913 in Bremen; † vermutlich Anfang Mai 1945 in Berlin) war ein deutscher Historiker und Schriftsteller.

## Leben
Felix Hartlaub war der Sohn des Kunsthistorikers und Museumsdirektors Gustav Friedrich Hartlaub. 1914 zog die Familie nach Mannheim. Von 1919 bis 1921 besuchte Hartlaub eine Privatschule, danach eine Volksschule in Mannheim. Als Kind begann er mit dem Zeichnen, Dichten und Schreiben. Ab 1928 war er Schüler der Odenwaldschule in Heppenheim, wo er 1932 sein Abitur ablegte. Anschließend studierte er an der Handelshochschule in Mannheim und ab 1932 Romanistik und Geschichte an der Universität Heidelberg. Im Zuge der nationalsozialistischen Kulturpolitik wurde sein Vater am 20. März 1933 als sogenannter Kulturbolschewik entlassen; die Familie war gesellschaftlich weitgehend isoliert.
Nach der Ableistung des Arbeitsdienstes von März bis November 1934 wechselte Hartlaub im November 1934 an die Friedrich-Wilhelms-Universität in Berlin, wo er Neuere Geschichte, Romanistik und Kunstgeschichte studierte. Er verliebte sich in Erna Gysi, die Mutter seines ehemaligen Schulkameraden Klaus Gysi, die 1938 als Jüdin und Kommunistin nach Frankreich fliehen musste. 1939 wurde Felix Hartlaub bei Walter Elze mit einer historischen Arbeit zur Seeschlacht von Lepanto promoviert.
Mit Beginn des Zweiten Weltkriegs wurde Hartlaub zur Wehrmacht eingezogen. Von September 1939 bis November 1940 gehörte er einer Sperrballoneinheit an. Im Juni 1940 begegnete er in Heidelberg dem Rechtsphilosophen Gustav Radbruch. Gute Beziehungen zum Doktorvater Walter Elze verschafften ihm im Dezember 1940 eine Abkommandierung zu der Historischen Archivkommission, die in Paris erbeutete französische Akten sichtete. In dieser Zeit entstanden die "Kriegsaufzeichnungen aus Paris". Von September bis November 1941 diente er erneut als Soldat, diesmal in Ploiesti (Rumänien). Anschließend war er bis Mai 1942 als historischer Sachbearbeiter in der von Walter Scherff geleiteten Abteilung "Wehrmachtskriegsgeschichte/WFst" beim Oberkommando der Wehrmacht in Berlin. Von Mai 1942 bis März 1945 gehörte er dem Bearbeiterstab des Kriegstagebuchs beim Oberkommando der Wehrmacht an. In dieser Funktion lag Hartlaubs Arbeitsplatz in den Führerhauptquartieren in Winniza, Rastenburg und Berchtesgaden. Hartlaub befand sich beim Attentat vom 20. Juli 1944 im äußeren Sperrkreis des Führerhauptquartiers Wolfsschanze und hörte die Explosion der Bombe. Dies und die Folgen des Attentats verarbeitete Hartlaub in dem literarischen Fragment "Im Dickicht des Südostens". Im April 1945 wurde er im Rang eines Obergefreiten zu einer Infanterie-Einheit an die Front bei Berlin abkommandiert. Anfang Mai 1945 begab er sich auf den Weg nach Spandau. Seitdem gilt er als vermisst. Er wurde im Oktober 1955 vom Amtsgericht Heidelberg für tot erklärt, als Todesdatum wurde der 31. Dezember 1945 festgesetzt.
Hartlaub, der zu Lebzeiten sehr wenige seiner literarischen Arbeiten veröffentlichte, wurde nach dem Zweiten Weltkrieg durch seine privaten Aufzeichnungen aus den Kriegsjahren – literarische Entwürfe, Fragmente, Beobachtungen des Lebens im faschistischen Italien, in der deutschen Reichshauptstadt und im besetzten Paris – bekannt. 1950 gab Geno Hartlaub "Von unten gesehen – Impressionen und Aufzeichnungen des Obergefreiten Felix Hartlaub" heraus, 1951 folgte "Parthenope oder Das Abenteuer in Neapel". 1955 gab Geno Hartlaub dann eine gekürzte und edierte Gesamtausgabe mit dem Titel "Das Gesamtwerk. Dichtungen, Tagebücher" heraus. 2002 erschien mit "In den eigenen Umriss gebannt - Kriegsaufzeichnungen, literarische Fragmente und Briefe aus den Jahren 1939 bis 1945" eine vollständige Gesamtausgabe, herausgegeben von Gabriele Lieselotte Ewenz.
Einen Namen gemacht hat er sich vor allem durch die plastischen und intensiven Schilderungen eines distanzierten Beobachters über den Alltag im Führerhauptquartier, die in ihrem knappen Stil bereits auf die Kahlschlagliteratur der Nachkriegszeit hindeuten.

## Schriften
- Don Juan d’Austria und die Schlacht bei Lepanto. Dissertation. Junker & Dünnhaupt, Berlin 1940.
  - Neuausgabe, herausgegeben von Wolfram Pyta und Wolfgang Schwiedrzik: Edition Mnemosyne, Neckargemünd 2017, ISBN 978-3-934012-30-1.
- Geno Hartlaub (Hrsg.): Von unten gesehen. Koehler, Stuttgart 1950.
- Parthenope oder Das Abenteuer in Neapel. Deutsche Verlagsanstalt, Stuttgart 1951.
- Geno Hartlaub (Hrsg.): Das Gesamtwerk. S. Fischer, Frankfurt am Main 1955.
- Erna Krauss, Gustav Hartlaub (Hrsg.): Felix Hartlaub in seinen Briefen. Wunderlich, Tübingen 1958.
- Lieselotte Ewenz (Hrsg.): In den eigenen Umriss gebannt. Suhrkamp, Frankfurt am Main 2002, ISBN 3-518-41332-5 (Bd. 1: Texte; Bd. 2: Kommentar); 3., revidierte Auflage. 2007, ISBN 978-3-518-41838-3.
- Kriegsaufzeichnungen aus Paris. Mit Zeichnungen des Autors, Nachwort von Durs Grünbein. Suhrkamp, Berlin 2011, ISBN 978-3-518-22462-5.
- Italienische Reise. Mit Zeichnungen des Autors, hrsg. und mit einem Nachwort versehen von Nikola Herweg und Harald Tausch. Suhrkamp, Berlin 2013, ISBN 978-3-518-22473-1.
- Platon und der Staat. Mit einer Vorbemerkung von Karl Corino. In: Sinn und Form. 1/2014, S. 48–62. (sinn-und-form.de)
- Aus Hitlers Berlin – 1934 bis 1938. Mit Zeichnungen des Autors, hrsg. und mit einem Nachwort versehen von Nikola Herweg und Harald Tausch. Suhrkamp, Berlin 2014, ISBN 978-3-518-22489-2.
- „In Neapel war ich sehr von der eigentlichen Ohnmacht der Kunst vor dem Leben überzeugt“. Briefe an die Familie aus Italien 1933. Hrsg. und eingeleitet von Nikola Herweg und Harald Tausch. In: Sinn und Form. 3/2017, S. 293–317.
- Neapolitaner Aufzeichnungen. Hrsg. und transkribiert von Nikola Herweg und Harald Tausch. In: Sinn und Form. 4/2017, S. 467–477.
- Aufzeichnungen aus dem Führerhauptquartier. Hrsg. von Gabriele Ewenz, mit einem Nachwort von Matthias Weichelt. Suhrkamp, Berlin 2022, ISBN 978-3-518-22540-0.

## Ausstellungskataloge
- Felix Hartlaub, Die Zeichnungen. Frankfurt 1993.
- Inge Herold (Hrsg.), Ulrike Lorenz (Hrsg.): Felix Hartlaub – Gezeichnete Welten. Das Wunderhorn, Heidelberg 2012, anlässlich der Ausstellung Felix Hartlaub. Gezeichnete Welten in der Kunsthalle Mannheim vom 11. November 2012 bis 27. Januar 2013.